# CLUB F
『CLUB F』（クラブ・エフ）は、藤井フミヤ8枚目のオリジナル・アルバム。2001年6月20日にソニー・ミュージックアソシエイテッドレコーズから発売された。

## 概要
前作『IN AND OUT』から1年ぶりのアルバム。
ハウス・ダンス・ミュージックで全面に構成。

## 収録曲
作詞：藤井フミヤ・anis（特記以外）
1. Don't You Worry But... (4:46)
  - 作詞：Akifumi Shiota　作曲・編曲：Ryuichiro Yamaki
2. Escape (4:24)
  - 作曲・編曲：林真史
3. PLEASE DJ (5:27)
  - 作詞：藤井フミヤ　作曲：藤井フミヤ・MALAWI ROCKS　編曲：MALAWI ROCKS
4. HOW COOL (5:15)
  - 作曲・編曲：林真史
5. "Doo-bee Doo-bee" Freedom (4:26)
  - 作詞：Yumi Ishikawa　作曲・編曲：Kenji Kusaka
6. UPSIDE DOWN (4:48)
  - 作曲：田中裕千　編曲：福富幸宏
7. Endless night (6:15)
  - 作詞：藤井フミヤ・Yumi Ishikawa　作曲：藤井フミヤ・富田素弘　編曲：富田素弘
8. Can you see what I see (5:46)
  - 作曲・編曲：富田素弘
9. Hang on (5:47)
  - 作曲・編曲：朝本浩文
10. GOLD FISH (5:19)
  - 作曲：田中裕千・友森昭一　編曲：Maki Shirasaki
11. PUSH ME (4:55)
  - 作曲：anis　編曲：林真史
12. MY STAR (4:28)
  - 作詞：藤井フミヤ　作曲：Kenji Kusaka　編曲：日高智
13. Don't You Worry But... (R.Yamaki's R&B REMIX) (4:35)